# 西尔维奥·巴拉基尼
西尔维奥·巴拉基尼（義大利語：Silvio Baracchini，1950年8月28日—），意大利前男子水球运动员。他曾代表意大利国家队参加1972年和1976年夏季奥林匹克运动会水球比赛，其中1976年奥运会获得银牌。